# Samuel Baily
Samuel L. Baily (1936-3 de marzo de 2023) fue un historiador estadounidense que se ha especializado en historia de América Latina del siglo XX y migraciones comparativas. Fue profesor de historia en la Universidad de Rutgers (Rutgers University).
Baily, cuya madre y abuelo materno fallecieron debido a la rara enfermedad de Huntington se desempeñó como presidente de Asociación Nacional de la Enfermedad de Huntington y la Sociedad Estadounidense de la Enfermedad de Huntington.

## Obra
- Nationalism in Latin America (1970)
- The United States and the development of South America, 1945-1975 (1976)
- Movimiento obrero, nacionalismo y política en la Argentina (1985), Buenos Aires:Hyspamérica (original en inglés en 1967)
- Immigrants in the Lands of Promise: Italians in Buenos Aires and New York City, 1870-1914 (1998). Cornell University Press.
- Cities of Hope: People, Protests, and Progress in Urbanizing Latin America, 1870-1930 (2000), en coautoría con Ronn Pineo y James A. Baer.
- Mass Migration to Modern Latin America (2003), SR Books

## Textos del autor en Internet
- Women, Gender, and Transnational Lives: Italian Workers of the World, Journal of Social History, Winter, 2005 (En inglés, aquí)